# Cangas del Narcea
Cangas del Narcea ist eine Gemeinde in der autonomen Region Asturien, im Norden Spaniens. Im Norden begrenzt von Allande und Tineo, im Süden von Degaña und Laciana in der Provinz León, im Westen von Ibias und im Osten von Somiedo.

## Geographie
Die Stadt mit 11.817 Einwohnern (Stand 1. Januar 2022) ist die Hauptstadt der gleichnamigen Gemeinde (concejo), welcher unter anderem auch die älteste in Asturien ist. Mit einer Grundfläche von 823,57 km² ist sie auch die größte Gemeinde Asturiens.

## Geschichte
Wie in ganz Asturien bestätigen Funde bereits eine Besiedelung während der Steinzeit, dichtere Besiedelung entwickelte sich jedoch in der Eisenzeit. Keramik- und Münzfunde auch im benachbarten Ibias bestätigen hier eine rege handwerkliche Kultur, die auch weiträumigen Handel trieb.
Aus der Zeit der Romanisierung bis ins Mittelalter sind viele Zeugnisse erhalten, ist die Gemeinde doch nicht nur die größte in Asturien, sondern auch die älteste. So wurde bereits 1032 das (Kloster) Monasterio de San Juan Bautista in Corias gegründet, welches derzeit renoviert wird und im Jahr 2008 als Parador wiedereröffnet werden soll.
Im Jahr 1255 wurde unter Alfons X. der Ort Cangas de Sierra als Verwaltungshauptstadt der Region benannt. Im ausgehenden Mittelalter unter Alfons XI. (genannt der Rächer) erhielt das Kloster in Corias für seine Unterstützung umfangreiche Privilegien.
Während der napoleonischen Kriege wurden viele Kunstschätze beschlagnahmt und sind wohl für immer verschollen. Die Zerschlagung der Klosterrechte führte zur Aufteilung des Gebietes in die kleineren Verwaltungsgemeinden
Espina-Ponferrada, Cangas-Ouviñano, und Puente Nuevo.
Erst im 20. Jahrhundert wurde der Ort Cangas del Tineo zu Cangas del Narcea umbenannt und wurde zur Regionalhauptstadt. Schon im 19. Jahrhundert fand eine große Auswanderungswelle nach Übersee statt. Viele Cangüeses versuchten ihr Glück in den gerade neu entstandenen Republiken Südamerikas, insbesondere in Argentinien. An zweiter Stelle stand die Auswandererdestination Kuba, welche zu jener Zeit noch zum Spanischen Reich gehörte.
In der ersten Hälfte des 20. Jahrhunderts hielt die massive Auswanderung nach Argentinien an, erst nach dem Bürgerkrieg begannen sich die Cangüeses nach Europa auszurichten. Aus politischen Gründen flohen viele nach Frankreich. Besonders wichtig wurde jedoch in den 1960er Jahren die Wirtschaftsemigration in die Schweiz.

## Geologie

### Gewässer
Die Flüsse Narcea, Degaña und Ibias entspringen hier im Naturpark Fuentes del Narcea, Degaña y Ibias.

### Klima
Das Klima ist entsprechend dem Küstenbereich maritim und feucht mit angenehm milden Sommern und ebenfalls milden, selten strengen Wintern.
Durch die Picos de Europa im Hinterland ist im Frühling und im Herbst mit Nebel zu rechnen.

## Fauna

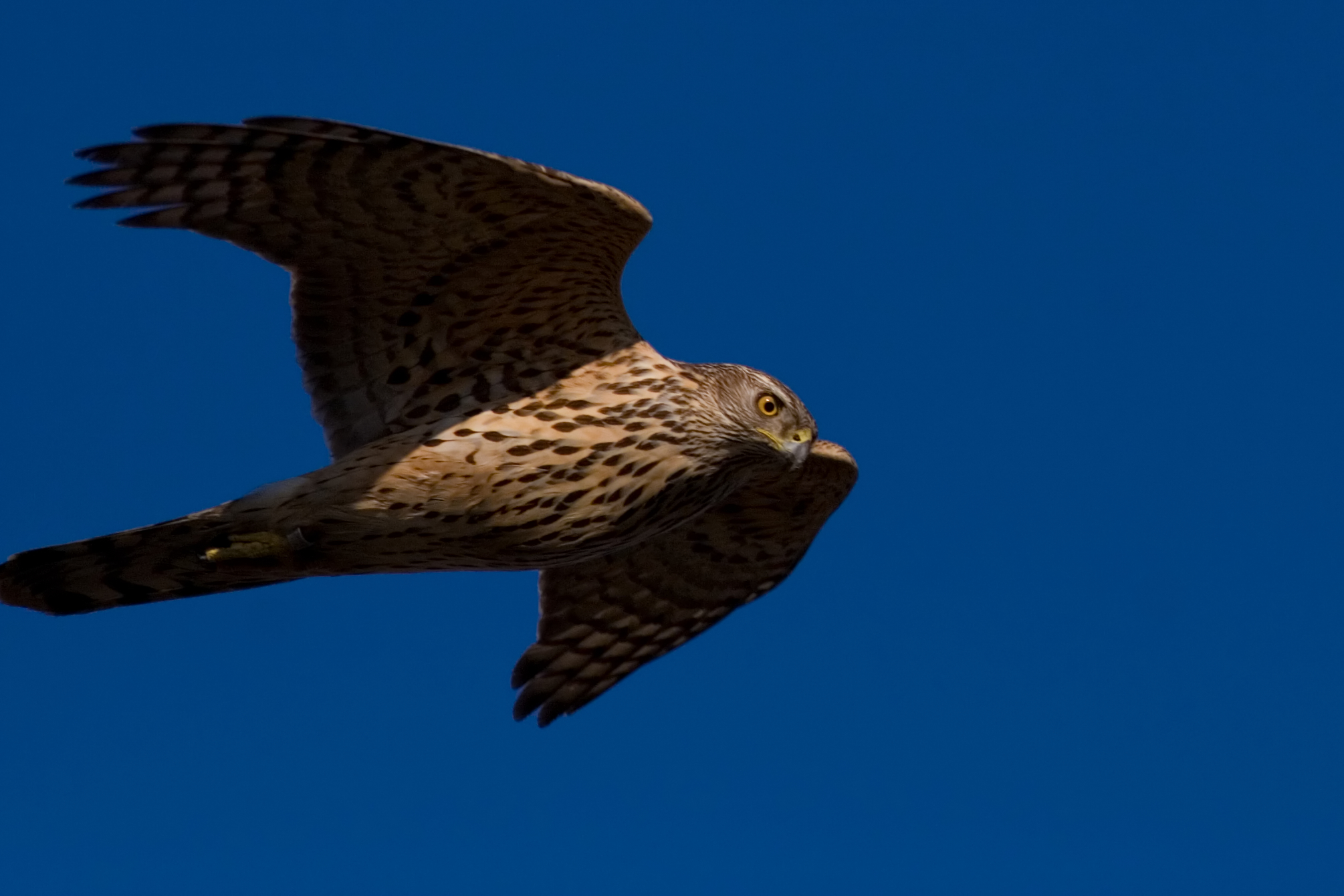
Habicht im Flug

Große Populationen von (auch seltenen) Greifvögeln sind eine Bestätigung der „gesunden“ Natur. So finden sich hier unter anderem: Habichte, Sperber, Schlangenadler, Steinadler, auch einige Vertreter der Eulen und Käuze wie der Waldkauz aber auch Schmutzgeier, Gänsegeier und Auerwild finden sich hier.

Für Naturfreunde ist die Region – beinahe wie ganz Asturien – ein Dorado. Denn die Raubtiere können nur dort leben, wo sie ausreichend Futter finden. Dies bedeutet, dass die Fauna ebenfalls aus Singvögeln und Säugetieren besteht, die aber hier nicht alle aufzuzählen sind.

## Wirtschaft
In erster Linie ist die gesamte Region von Landwirtschaft und Bergbau geprägt. Speziell der Weinbau und die Viehzucht haben hier eine lange Tradition, wobei natürlich auch der Handel gewachsen ist. Das Baugewerbe und die Tourismusindustrie sind in einem gesunden Wachstum, seit die Menschen es verstanden haben ihr Potential aus dem Nationalpark zu nutzen.
| Ackerbau, Viehzucht und Fischerei                                                                              | 1.031 | 20,53 |
| Industrie | 502   | 9,99  |
| Bauwirtschaft                                                                                                  | 668   | 13,30 |
| Dienstleistungsbetriebe                                                                                        | 2.822 | 56,18 |
| * Daten aus dem Statistischen Amt für Wirtschaftliche Entwicklung in Asturien, Stand 2009 (PDF; 109 kB), SADEI |       |       |

## Politik
Die 17 Sitze des Gemeinderates werden alle 4 Jahre gewählt und sind wie folgt unterteilt:
| Sitzverteilung im Gemeinderat von Cangas del Narcea |      |      |      |      |      |      |      |      |      |      |
| Partei                                              | 1979 | 1983 | 1987 | 1991 | 1995 | 1999 | 2003 | 2007 | 2011 | 2015 |
| PSOE                                                | 1    | 7    | 10   | 11   | 8    | 9    | 7    | 8    | 4    | 5    |
| CD/PP                                               | 3    | 5    | 3    | 6    | 6    | 5    | 7    | 6    | 5    | 8    |
| PCE/IU-BA                                           | 2    | 6    | 3    | 3    | 2    | 1    | 2    | 3    | 6    | 3    |
| UCA                                                 | 5    |      |      |      |      |      |      |      |      |      |
| MC                                                  | 1    | 1    |      |      |      |      |      |      |      |      |
| UCD/CDS                                             | 9    |      | 5    |      |      |      |      |      |      |      |
| PAS                                                 |      |      |      | 1    | 1    |      |      |      |      |      |
| Conceyu                                             |      |      |      |      |      | 1    |      |      |      |      |
| URAS                                                |      |      |      |      |      | 1    | 1    |      |      |      |
| FAC                                                 |      |      |      |      |      |      |      |      | 2    | 1    |
| Independientes                                      |      | 2    |      |      |      |      |      |      |      |      |
| Gesamt                                              | 21   | 21   | 21   | 21   | 17   | 17   | 17   | 17   | 17   | 17   |

## Sehenswürdigkeiten
- Dominikanerkloster von Corias
- Basílica Santa María Magdalena
- Palacio de Omaña – Palacio de los Condes de Toreno
- Kloster San Juan Bautista in Corias
- das Umland mit dem unter UNESCO Schutz gestellten Nationalpark
- Palacio de Peñalba
- Capilla del Santísimo Cristo del Hospital
- Teatro Toreno
- Barrio de Entrambasaguas mit römischer Brücke
- Santuario del Acebo

## Feste und Feiern
- Nuestra Señora del Carmen y la Magdalena, in Cangas, vom 16. bis 22. Juli
- La romería de Nuestra Señora del Acebo, in la sierra de los Acebos, am 8. September
- La romería de Santarbás, 19. Juni

## Parroquias
Die Gemeinde ist in 54 Parroquias unterteilt:
| - Adralés - Agüera del Coto - Ambres - Bergame - Berguño - Besullo - Bimeda - Cangas del Narcea - Carballo | - Carceda - Castañedo - Cibea - Cibuyo - Corias - Coto - Cueras - Entreviñas - Fuentes de Corbero | - Gedrez - Genestoso - Gillón - Jarceley - Larna - Larón - Leitariegos - Limés - Linares del Acebo | - Maganes - Mieldes - Monasterio de Hermo - Montañas, Las - Naviego - Noceda de Rengos - Oballo - Obanca - Onón | - Piñera - Porley - Posada de Rengos - Regla de Perandones, La - San Julián de Arbás - San Martín de Sierra - San Pedro de Arbás - San Pedro de Coliema - Santiago de Sierra | - Tainás - Tebongo - Trones - Vega de Rengos - Vegalagar - Villacibrán - Villaláez - Villarmental - Villategil |